# Ливанский янтарь
Ливанский янтарь — разновидность ископаемых смол, встречающаяся на территории Ливана. Образцы янтаря, аналогичные ливанским, находят также в Иордании. Сформировался в первой половине мелового периода, в барремском веке. Считается древнейшим из всех янтарей, в которых были найдены многочисленные инклюзы биологического происхождения. 
В 22 из более чем 370 известных местонахождений ливанского янтаря присутствуют насекомые и другие членистоногие. В трех крупнейших местонахождениях в совокупности было собрано около 7000 инклюзов (см. Инклюзы ливанского янтаря). В качестве возможных источников смолы, из которой сформировался ливанский янтарь, рассматриваются голосеменные из семейств Cheirolepidiaceae и Араукариевые.